# Aubigné (Ille-et-Vilaine)
Aubigné (bretonisch: Elvinieg, Gallo: Aubeinyae) ist eine französische Gemeinde mit 465 Einwohnern (Stand: 1. Januar 2022) im Département Ille-et-Vilaine in der Region Bretagne. Sie gehört zum Arrondissement Rennes und zum Kanton Val-Couesnon. Die Einwohner werden Aubinois genannt.

## Geografie
Die Gemeinde Aubigné liegt etwa 20 Kilometer nordnordwestlich von Rennes. Umgeben wird Aubigné von den Nachbargemeinden Feins im Norden, Andouillé-Neuville im Osten, Saint-Médard-sur-Ille im Süden und Südwesten sowie Montreuil-sur-Ille im Westen.

## Bevölkerungsentwicklung
| Jahr                       | 1962 | 1968 | 1975 | 1982 | 1990 | 1999 | 2006 | 2013 | 2020 |
| Einwohner                  | 186  | 161  | 157  | 235  | 237  | 240  | 335  | 487  | 489  |
| Quellen: Cassini und INSEE |      |      |      |      |      |      |      |      |      |

## Sehenswürdigkeiten

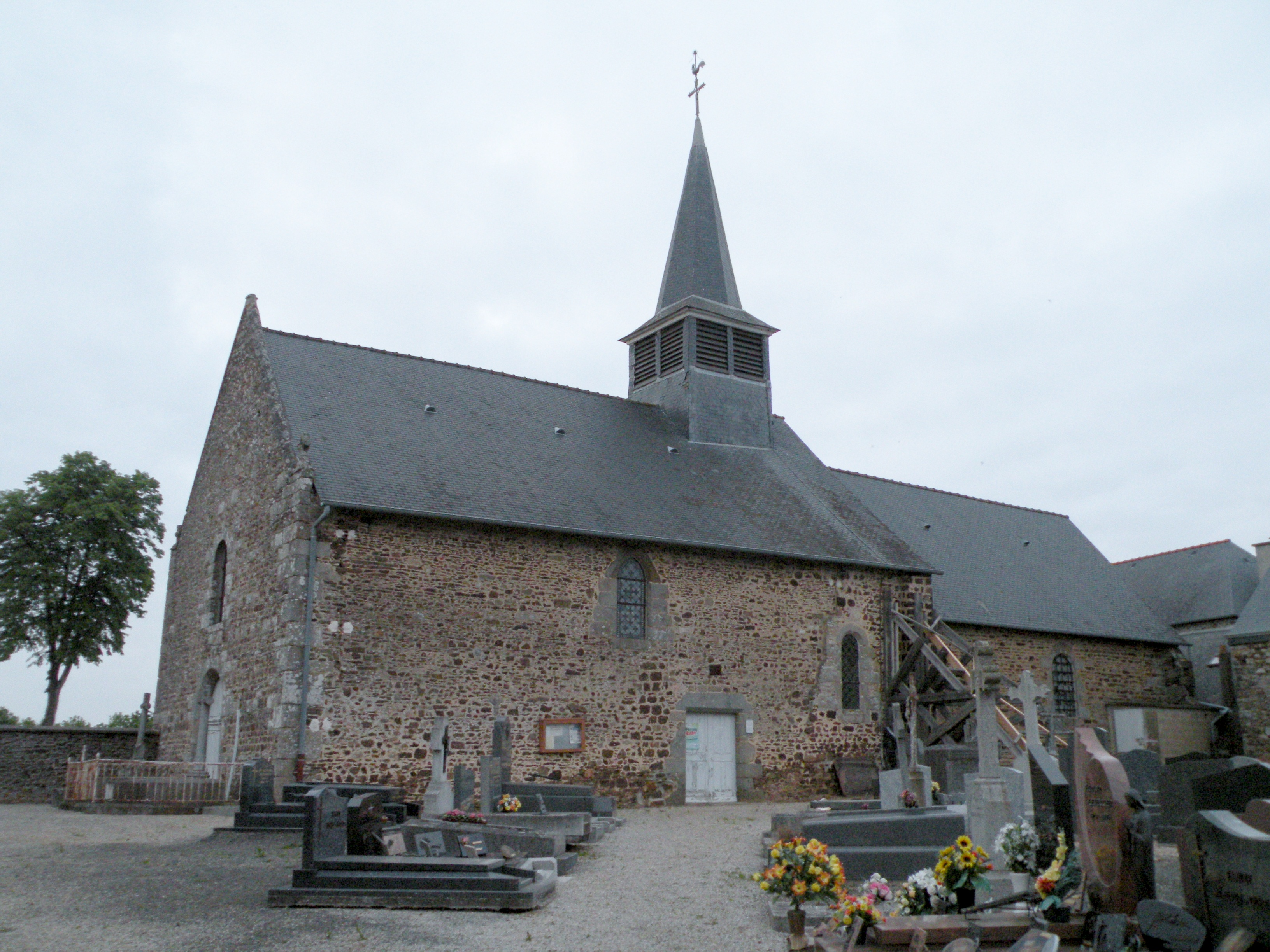
Kirche Notre-Dame

- Kirche Notre-Dame